# Omiosia fuscipennana
Omiosia fuscipennana là một loài bướm đêm thuộc phân họ Arctiinae, họ Erebidae.